# Kongbo
Kongbo ist eine Ortschaft in der Präfektur Basse-Kotto im Süden der Zentralafrikanischen Republik. Sie liegt in der Unterpräfektur Alindao, deren Hauptstadt die gleichnamige Stadt Alindao ist.

## Lage und Verkehr
Kongbo liegt auf einer Höhe von etwa 465 m an der Route Nationale 2, die von der Hauptstadt Bangui entlang der Grenze zur Demokratischen Republik Kongo bis nach Bambouti im äußersten Osten des Landes an der Grenze zum Südsudan führt. Außerdem beginnt in Kongbo die Route Nationale 9, die Mobaye, die am Ufer des Ubangi liegende Hauptstadt der Präfektur Basse-Kotto, mit der wichtigen West-Ost-Achse verbindet. Die Straßen sind jedoch in sehr schlechtem Zustand und das Reisen wegen der schlechten Sicherheitslage generell gefährlich.
2,5 Kilometer westlich von Kongbo liegt der Fluss Bangui-Kétté.

## Gesundheit und Bildung
In Kongbo existiert ein Gesundheitszentrum, in dem es jedoch sowohl an qualifizierten Personal als auch an Material mangelt, sodass die Bevölkerung oft nicht behandelt werden kann. Die Menschen müssen auf traditionelle Heiler zurückgreifen, weil ihnen das Geld fehlt, Medikamente zu kaufen.
Die Schulen sind durch den Bürgerkrieg verlassen bzw. komplett geschlossen. Es gibt kein Lehrpersonal, das die Kinder unterrichten könnte (Stand Oktober 2019).

## Bürgerkrieg
Seit 2017 wurde die Region im Süden der Zentralafrikanischen Republik von den rivalisierenden Rebellengruppen Séléka und Anti-Balaka kontrolliert, die sich häufig Gefechte lieferten. So kam es beispielsweise im Juni 2018 in Kongbo zu Gefechten zwischen den beiden Gruppen.
Im Februar/März 2019 konnte die Zentralregierung langsam wieder die Kontrolle über die Gebiete erlangen, jedoch blieb die Situation volatil; immer wieder flammten Kämpfe auf.
Nachdem die Gebiete wieder mehr als ein Jahr vollkommen von der Unité pour la paix en Centrafrique (UPC) kontrolliert wurden, wurde Mobaye und damit auch das auf dem Weg liegende Kongbo im Mai 2021 von der Armee unter die Kontrolle des Staates gebracht.